# Districtul Non Sila
Non Sila (în thailandeză โนนศิลา) este un district (Amphoe) din provincia Khon Kaen, Thailanda, cu o populație de 25.987 de locuitori și o suprafață de 182,601 km².

## Componență
Districtul este subdivizat în 5 subdistricte (tambon), care sunt subdivizate în 45 de sate (muban).
| Nr. | Nume        | În thailandeză | Sate | Locuitori |  |
| --- | ----------- | -------------- | ---- | --------- |  |
| 1.  | Non Sila    | โนนศิลา         | 7    | 4,180     |  |
| 2.  | Nong Pla Mo | หนองปลาหมอ     | 8    | 4,536     |  |
| 3.  | Ban Han     | บ้านหัน          | 15   | 10,292    |  |
| 4.  | Pueai Yai   | เปือยใหญ่        | 8    | 3,403     |  |
| 5.  | Non Daeng   | โนนแดง         | 7    | 3,576     |  |